# 정경유착
정경유착(政經癒着)이란 정치와 경제가 부도덕한 이유로 밀착되어 있는 관계를 의미한다. 